# القلعي (السدة)

تعديل مصدري - تعديل

القلعي هي إحدى قرى عزلة الأعماس بمديرية السدة التابعة لمحافظة إب، بلغ تعداد سكانها 113 نسمة حسب تعداد اليمن لعام 2004.